# Summitville
Summitville – wieś w Stanach Zjednoczonych, w stanie Ohio, w hrabstwie Columbiana.